# 河南江北等处行中书省
河南江北等处行中书省（河南江北行中书省），为直属元朝中央政府的一级行政区，简称“河南江北”或“河南江北省”，在当时民间多简称为河南省、江北行省。河南江北行中书省为元朝中国本部的10个行中书省（不含征东行省等）之一，辖境包括今江苏，安徽北部、河南全境、湖北北部、山东西南部部、南与江浙行省，湖广行省接壤。

## 历史
1206年成吉思汗建立了大蒙古国，岭北等处行中书省所在的漠南漠北是蒙古帝国初期的核心部分。半个世纪後元世祖忽必烈在中原建立了元朝，迁都大都（汗八里），后设立行中書省管辖首都所在的腹里地区（今河北、山东、山西及内蒙古部分地区）。
至元四年（1267年），忽必烈下令攻打南宋的重鎮襄陽，开始了全面侵宋的战争。至元五年（1268年），因攻宋战争需要，设立河南行中书省，治汴梁路(今河南开封市祥符区)。至元十年（1273年），分立荆湖、淮西两行枢密院负责攻宋，撤销河南行中书省，河南路直隶于行中書省。
至元十三年(1276年)元军攻占南宋都城临安（今杭州），俘5岁的南宋皇帝恭宗。此时的几乎南宋全境已纳入大元国疆土，元朝在南宋的核心地区置江淮等路行中书省，统两淮(淮南东路，淮南西路)、两浙(两浙东路，两浙西路)地。省会治于原淮南东路首府扬州。
至元二十一年(1284年)，以地理民事非便，徙省治于杭州。至元二十二年(1285年)，割江北扬州等地隶河南，改曰江浙行省。以上为元史卷九十一原文所载。

至元二十八年(1291年)，以河南、江北系要冲之地，又新入疆土，宜于汴梁立省以控治之，遂署其地，统有河南十二路、七府。
管辖河南府路、汴梁路等十二路，南阳府、汝宁府、归德府等七府，荆门等三十四州。管辖范围为今河南黄河以南全境，黄河以北延津、原武等县小部；江苏、安徽、湖北长江以北大部（今秭归县一带属于湖广等处行中书省），湖北长江以南石首、长阳等县小部。而今天河南省黄河以北的安阳、鹤壁、新乡、濮阳、焦作、济源和三门峡等地大部、以及洛阳的一小部分直属于  行中书省。
河南江北等处行中书省襄阳路是元朝内地畏兀儿族的聚居地之一。高昌王帖睦儿补化于泰定三年（公元1326年）出镇襄阳时，本族部民一同南下在襄阳定居，《高昌王世勋之碑》回鹘文碑铭称：“（帖睦儿补化）又被提升，派到湖广，派给了他许多那可儿以示鼓励”。《元史》记载“赈襄（阳）、邓（州）畏兀民被西兵害者六十三户，户给钞十五锭，米二石；被西兵掠者五百七十七户，户给钞五锭，米二石” （《元史·文宗纪三》）。两个聚落遭受乱兵侵害的有历史记载的共计640户，而该地的色目人居民数量应该要远远大过这个数目。